# ميته ماريت ولية عهد النرويج

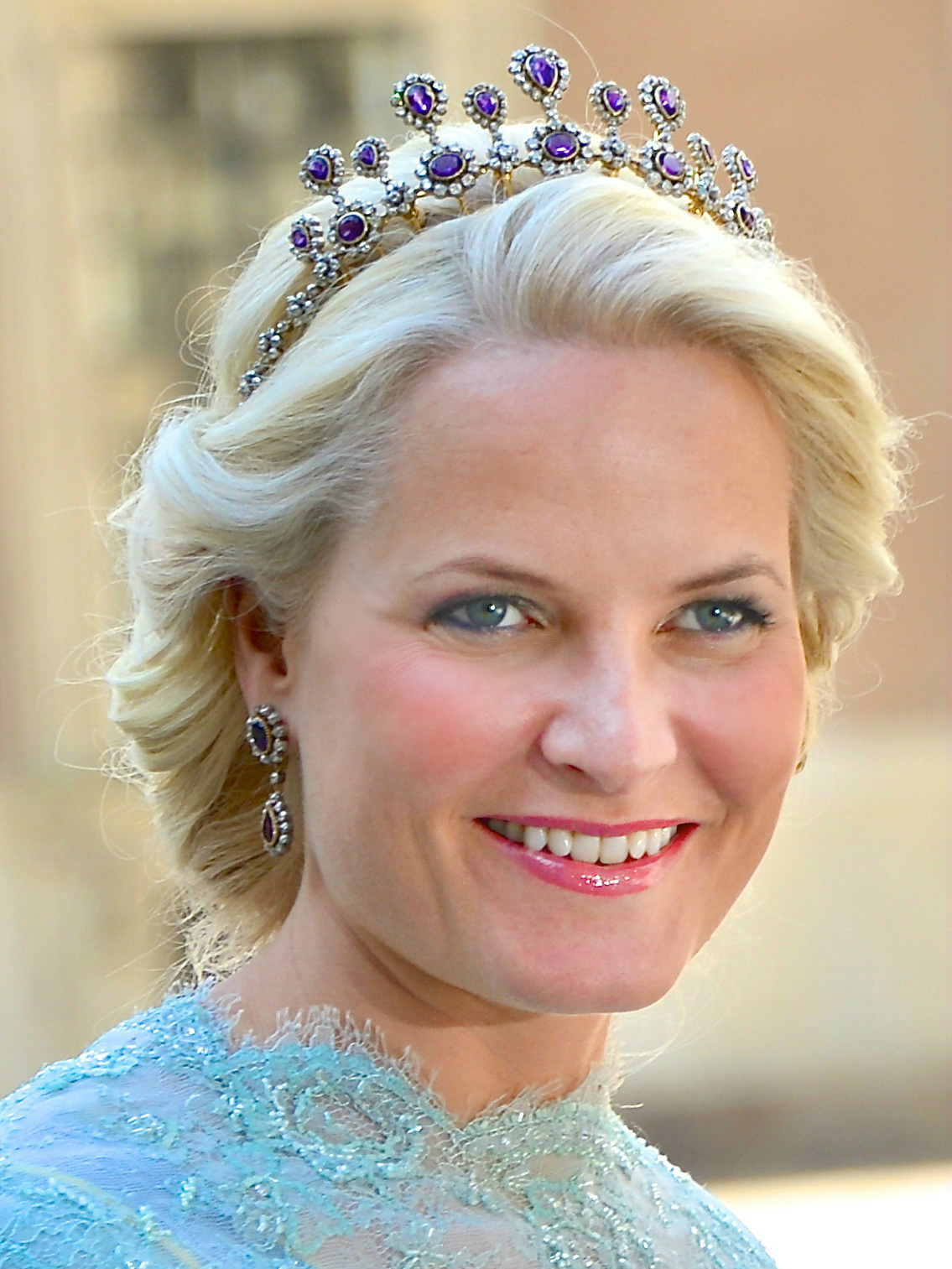
ميت ماريت، قرينة ولي عهد النرويج في عام 2013.

ميتّه ماريت قرينة ولي عهد النرويج (Mette-Marit av Norge) (19 أغسطس 1973) هي زوجة ولي العهد الأمير هاكون الوريث الوحيد لعرش النرويج وقد تزوجت الأميرة هاكون في عام 2001، وفي عام 2005 أنجبت الأمير سفره ماغنوس، وفي 2004 أنجبت الأميرة انجريد الكسندرا.

## روابط خارجية
- ميته ماريت ولية عهد النرويج على موقع IMDb (الإنجليزية)
- ميته ماريت ولية عهد النرويج على موقع الموسوعة البريطانية (الإنجليزية)
- ميته ماريت ولية عهد النرويج على موقع الموسوعة البريطانية (الإنجليزية)
- ميته ماريت ولية عهد النرويج على موقع مونزينجر (الألمانية)
- ميته ماريت ولية عهد النرويج على موقع ميوزك برينز (الإنجليزية)
- ميته ماريت ولية عهد النرويج على موقع ديسكوغز (الإنجليزية)